# دانشگاه فراه
مؤسسهٔ تحصیلات عالی فراه دانشگاهی دولتی در ولایت فراه افغانستان است.
بعد از به کار آمدن امارت اسلامی پوهنتون فراه توسط مولوی نورالحق مظهری که پیش از آمدن امارت اسلامی معاون حلقه اداره تحصیلات عالی امارت اسلامی در جنوب غرب بود و بعد از آمدن امارت نماینده ویژه وزارت تحصیلات عالی در پوهنتون فراه بود اداره میشد.
تقریبا یک سال بعد از انقلاب مفتی نعمت الله انصاری که پیش از به کار آمدن امارت اسلامی مسئول شوراهای پوهنتونهای فراه بود در اداره تحصیلات عالی امارت اسلامی افغانستان به حیث رئیس پوهنتون برگزیده شد که نامبره 11 ماه ریاست پوهنتون فراه را بر عهده داشت.
بعد از تحولات رهبری در وزارت تحصیلات عالی که شیخ ندا محمد ندیم به حیث سرپرست وزیر انتخاب شد یکی از علماء نوجوان مفتی سمیع الله احمدی به حیث رئیس پوهنتون فراه فرستاده شد.

## پیشینه
دانشگاه فراه با نام مؤسسهٔ تحصیلات عالی فراه در ولایت فراه افغانستان، دارای پنج دانشکده می‌باشد.

## دانشکده‌ها
- دانشکدهٔ کشاورزی
- دانشکدهٔ تعلیم و تربیت
- دانشکده اقتصاد
- دانشکده شرعیات
- دانشکده اداره عامه وپالیسی